# Erick Nunes
Erick Nunes Barbosa dos Santos (San Paolo, 29 febbraio 2004) è un calciatore brasiliano, difensore o centrocampista del Cercle Bruges in prestito dalla Fluminense.

## Carriera
È cresciuto nel settore giovanile del Fluminense, con cui ha firmato il primo contratto professionistico nell'ottobre del 2020. L'8 gennaio 2024 è stato ceduto in prestito al Cercle Bruges, con la cui squadra riserve ha messo a segno 2 reti in 6 presenze nella terza divisione belga, venendo poi anche saltuariamente aggregato alla prima squadra (siede infatti in panchina in 7 occasioni) senza però esordirvi in competizioni ufficiali. L'11 agosto seguente ha debuttato in prima squadra nell'incontro di Pro League vinto 4-1 contro il Beerschot VA. Nel corso della stagione ha inoltre anche esordito nelle competizioni UEFA per club, giocando una partita nei turni preliminari di Europa League e 2 partite in quelli di Conference League.

## Statistiche

### Presenze e reti nei club
Statistiche aggiornate al 24 febbraio 2025.
| Stagione        | Squadra         | Campionato      | Campionato | Campionato | Coppe nazionali | Coppe nazionali | Coppe nazionali | Coppe continentali | Coppe continentali | Coppe continentali | Altre coppe | Altre coppe | Altre coppe | Totale | Totale | Totale |
| Stagione        | Squadra         | Comp            | Pres       | Reti       | Comp            | Pres            | Reti            | Comp               | Pres               | Reti               | Comp        | Pres        | Reti        | Pres   | Reti   |        |
| --------------- | --------------- | --------------- | ---------- | ---------- | --------------- | --------------- | --------------- | ------------------ | ------------------ | ------------------ | ----------- | ----------- | ----------- | ------ | ------ | ------ |
| 2024-2025       | Cercle Bruges   | PL              | 25         | 0          | CB              | 1               | 1               | UEL+UECL           | 1+2                | 0                  | -           | -           | -           | 29     | 1      |        |
| Totale carriera | Totale carriera | Totale carriera | 25         | 0          |                 | 1               | 1               |                    | 3                  | 0                  |             | -           | -           | 29     | 1      |        |